# Yacine Douma
Yacine Douma [jasin dúma], (* 5. duben 1973 Fréjus, Francie) je bývalý reprezentant Francie v judu. Má alžírský původ.

## Sportovní kariéra
Talentovaný junior se v seniorské reprezentaci Francie prosazoval obtížně. Při nominacích na olympijské hry neměl štěstí. V roce 1996 v Atlantě dostal přednost zkušenější Franck Chambilly. V roce 2000 měl k nominaci na olympijské hry nejblíž, jenže ji prohrál s krajanem Despezelem. V roce 2004 jako čerstvý třicátník již nestačil na dravé mládí a na olympijských hrách v Athénách startoval Benjamin Darbelet.

## Výsledky
| Turnaj             | 1991 | 1992 | 1993 | 1994 | 1995 | 1996 | 1997 | 1998 | 1999 | 2000 | 2001 | 2002 | 2003 |
| ------------------ | ---- | ---- | ---- | ---- | ---- | ---- | ---- | ---- | ---- | ---- | ---- | ---- | ---- |
| Mistrovství světa  | dns  | -    | dns  | -    | dns  | -    | 5.   | -    | úč.  | -    | úč.  | -    | dns  |
| Mistrovství Evropy | dns  | dns  | dns  | dns  | 5.   | dns  | 2.   | úč.  | dns  | dns  | dns  | 1.   | úč.  |
| MS juniorů         | -    | 7.   | -    | -    | -    | -    | -    | -    | -    | -    | -    | -    | -    |
| ME juniorů         | 2.   | 1.   | 2.   | -    | -    | -    | -    | -    | -    | -    | -    | -    | -    |